# Ortoqueratología
La Ortoqueratología es una subespecialidad de la Contactología por la que se adaptan lentes de contacto permeables al gas que tiene como objeto la reducción temporal de los defectos visuales como la miopía y el astigmatismo. En la actualidad la modalidad más utilizada es la del uso nocturno con lentes permeables al gas de geometría inversa.

## Modalidades
Hay varios tipos de procedimiento de Ortoqueratología basándonos en el tipo de uso:«» 
Ortoqueratología diurna en la que las lentes se utilizan por el día o parte de las horas del día. Es el tipo de procedimiento históricamente más antiguo y se empezó a utilizar en los años 60 del siglo XX. Después de la realización de varios estudios se señalaron unas tasas de reducción media en torno a 1.00 dioptría en unos 18 meses de tratamiento.
La introducción de las lentes de contacto de geometría inversa en EE. UU. en el año 1993 produjo un drástico cambio y reactivó el interés en la Ortoqueratología. Con dichas lentes en uso diario se consiguió tratar hasta -2.75 dioptrías en un periodo de tiempo de 3 meses. A dicha técnica se le conoce como Ortoqueratología Acelerada dada que era más rápida y posiblemente más efectiva que las técnicas anteriores.
A partir de mediados de los años 90 se empezó a utilizar la Ortoqueratología nocturna. En dicho tratamiento las lentes de contacto de geometría inversa (moldes) se utilizan por la noche mientras el paciente se encuentra durmiendo. En la actualidad, es la técnica más usada y recomendada por los profesionales.

## Mecanismo de acción
Las lentes de contacto empleadas en la Ortoqueratología producen una reducción temporal de la miopía al cambiar la forma de la córnea. La córnea es elástica por naturaleza. La lente descansa sobre una fina capa de lágrima y moldea la córnea. Las lentes de contacto permeables al gas normales se diseñan buscando que sean lo más paralelas posible al perfil de la córnea para que no cause ningún efecto de moldeo u ortoqueratológico. Las lentes Orto-K están diseñadas con el propósito de producir unos efectos de moldeo en la forma original de la córnea (Reología). La presión ocurre cuando la lentilla es menos curvada que la córnea, por lo que descansa la mayor parte del peso de la lentilla sobre el centro de la córnea. Cuando la córnea cambia su curvatura, reduce su cantidad de dioptrías y el aplanamiento corneal es suficiente para compensar la miopía. Una vez que la lentilla se quita, la córnea tiene una tendencia a mantener la nueva forma por muchas horas. Lo que permite una buena visión sin tener que usar nada durante las horas que el paciente se encuentre despierto.
Siendo la relación entre el cambio refractivo posible y el diámetro de la zona aplanada confirmado por la aplicación de la fórmula de Munnerlyn y de forma similar a la empleada en la cirugía refractiva con láser Excimer.

## Indicaciones
En EE. UU. el tratamiento ha sido aprobado por la FDA para el tratamiento de la miopía de hasta 6.00 dioptrías. En algunos casos, sería posible tratar más cantidad como -8.50D. Este es un tratamiento individualizado por lo que el pronóstico se debe realizar caso a caso una vez que el especialista en ortoqueratología realice la exploración visual necesaria.

## Necesidades tecnológicas
Para realizar este tratamiento es necesario que el profesional cuente con experiencia en adaptaciones especiales y cuente con un instrumento denominado topógrafo corneal. Por medio de este aparato es posible obtener un mapa de la superficie corneal para así diseñar las lentes necesarias, realizar una valoración sobre la viabilidad del caso, poder controlar y medir el efecto de moldeo que la lente realiza una vez puesta.
Otros aparatos necesarios para realizar esta técnica es el paquímetro corneal, tonómetro y lámpara de hendidura.

## Localización del efecto
En la actualidad existen varias teorías para explicar los cambios en la forma que ocurren en la Ortoqueratología. Aunque parece que la mayoría de cambios ocurren en el epitelio corneal. Las dos teorías más populares entre los investigadores es la de la redistribución del tejido epitelial y la de la compresión.
No obstante, también se han encontrado cambios en el estroma corneal aunque solo en zonas localizadas.

## Precauciones
La Ortoqueratología es una técnica segura siempre que la realice profesionales experimentados. Pero en raras ocasiones puede encontrarse efectos serios no deseables como incluso pérdida de visión. Estas complicaciones se asocian por ejemplo a infecciones corneales cuando el paciente no sigue una higiene adecuada como usar agua del grifo para aclarar y guardar las lentes o simplemente al no limpiarlas. 
Otras complicaciones pueden derivar de la hipoxia corneal cuando las lentes no se fabrican en los materiales adecuados. Por esta razón, sólo se deben usar materiales gas permeable de alto paso de oxígeno y realizarse por profesionales con los conocimientos e instrumental adecuados. Así, se ha calculado que el riesgo de sufrir una infección es de 1,4 cada 10 000 casos, lo que es similar al que existe con lentillas blandas en uso diario.

## Libros sobre la Ortoqueratología
```
* ORTOQUERATOLOGIA NOCTURNA 2006(Editorial Grupo ICM)
* Superficie ocular y lentes de contacto 
2016
(Editorial Grupo ICM)
```

- López-Alemany et al. "Miopia media-baja: Su corrección con Ortoqueratologia o laser excimer" (ULLEYE 1999. ISBN 84-85835-41-7)
- Mountford J, Ruston J, Dave T. "Orthokeratology, principles and practice" (Butterworth-Heineman 2004. ISBN 0-7506-4007-3)
- Villa C, Moron F. "Introducción a la Ortoqueratología Acelerada" (ASERCOMI S.L 1998. ISBN 84-922186-8-1)
- Winkler TD, Kame TK. "Orthokeratology handbook" (Butterworth-Heineman 1995. ISBN 0-7506-9595-1)